# 初野晴
初野晴（日語：初野 晴，1973年—），日本小說家、推理作家。出身於靜岡縣清水市（現靜岡市清水區）。法政大學工學院畢業。男性。風格是「有點不可思議系」。
2002年憑藉《水之時計》獲得第22屆橫溝正史推理大獎出道。

## 人物
中學時期讀完橫溝正史的作品。高中時期屬於柔道社，專長是內割。喜歡的柔道家是吉田秀彥。大學時期，在後來成為推理作家的村崎友推薦了一部十足的懸疑小說後開始寫作。喜歡的作家是稻見一良、傑弗里·阿徹。2012年之前一直從事業務工作。

## 文學獎得獎、候補歴
粗體字表示得獎項目
- 2001年：以入圍第21屆橫溝正史推理大獎最終候補。
- 2002年：以《水之時計》獲得第22屆橫溝正史推理大獎。
- 2008年：以《退出遊戲》入圍第61屆日本推理作家協會獎（短篇部門）候補。
- 2013年：以《千年茱麗葉》入圍で第66屆日本推理作家協会賞（長篇及連作短篇集部門）候補。

## 推理作品排名

### 這部推理小說好厲害！
- 2009年：《退出遊戲》第20名

### 全面推理Best10
- 2011年：《幻想管風琴》第20名
- 2013年：《卡馬拉與阿馬拉之丘》第10名

### 最想閱讀的推理小說！
- 2011年：《空想風琴》第20名

## 作品列表

### 〈春&夏推理事件簿〉系列
- 退出遊戲（2008年10月，角川書店／2010年7月，角川文庫）
  - 【改名標題】春&夏 初戀品鑑師（2017年1月，角川翼文庫（日语：角川つばさ文庫））
  - 收錄作品：結晶小偷／／退出遊戲／象息 ※《春&夏 退出遊戲》目次中僅「象息」未收錄
- 初戀品鑑師（2009年10月，角川書店／2011年7月，角川文庫）
  - 【改名標題】春&夏 初戀品鑑師（2017年12月，角川翼文庫）
    - 收錄作品：春日心弦／周波指數77.4MHz／阿斯莫德的視線／初戀品鑑師 ※《春&夏 初戀品鑑師》目次中僅「阿斯莫德的視線」未收錄
- 幻想風琴（2010年9月，角川書店／2012年7月，角川文庫）
  - 收錄作品：Jabberwock的證書／鄉土現代主義／十的秘密／幻想管風琴
- 千年茱麗葉（2012年3月，角川書店／2013年11月，角川文庫）
  - 收錄作品：伊甸之谷／／決鬥戲曲／千年茱麗葉
- 行星凱倫（2015年9月，KADOKAWA／2017年1月，角川文庫）
  - 收錄作品：／沃普爾吉斯之夜 -音楽暗號-／有理由的舊校舎 -學園密室？-／行星凱倫 -人物消失-
- 一人管樂社 春夏番外篇（2017年2月，角川文庫）
  - 收錄作品：／／／／一人管樂社 -成島美代子×???-

### 其它作品
- 水之時計（2002年5月，角川書店／2005年8月，角川文庫）－第22屆橫溝正史推理大獎得獎作品
- 漆黑的王子（2004年11月，角川書店／2009年9月，角川文庫）
- 1/2的騎士 ～harujion～（2008年10月，講談社Novels（日语：講談社ノベルス））
  - 【改名標題】1/2的騎士（2010年1月，講談社文庫（日语：講談社文庫））
- （2009年5月，講談社Novels）
  - 【改名標題】（2013年12月，講談社文庫）
- （2011年10月，POPLAR文庫（日语：ポプラ文庫））
  - 【改名標題】（2013年6月，POPLAR文庫）
- 卡馬拉與阿馬拉之丘（2012年9月，講談社）
  - 【改名標題】另一邊的遊樂園（2014年6月，講談社文庫）
    - 收錄作品：卡馬拉與阿馬拉之丘／布克奧斯與奧諾克瓦之丘／西瑞涅塔之丘／瓦爾基里之丘／星星的審判

### 小說
- PCP-完全犯罪黨- 孤島的孩子們（原作：亞城木夢叶，2015年10月，JUMP j-BOOKS（日语：ジャンプ ジェイ ブックス））
  - 《爆漫王。》劇中作品亞城木夢叶漫畫《PCP -完全犯罪黨-》改編小說。

### 單著未收錄作品

#### 短篇
- 14（講談社《mephisto 2009 VOL.1》2009年4月）－全讀物新人獎（日语：オール讀物新人賞）投稿作品
- 亞馬利里斯（集英社《小說SUBARU（日语：小説すばる）》2009年9月號）
- 告解的卡農（幻冬舎《papyrus Vol.26》2009年8月）
- （集英社《小說SUBARU》2010年10月號）
- 黄泉的信（角川書店《數位野性時代》2011年2、3號）－〈春&夏〉系列
- （講談社《小說現代（日语：小説現代）》2012年9月號）
- 薛丁格之狼（角川書店《數位野性時代》2012年9月號）－〈春&夏〉系列
- 放課後的小紅帽（角川書店《數位野性時代》2012年10月號）－〈春&夏〉系列
- 流星女孩（角川書店《數位野性時代》2012年11月號）－〈春&夏〉系列外傳
- （新潮社《小說新潮（日语：小説新潮）》2012年11月號）
- 未來的果樹園（角川書店《小說 野性時代》2012年12月號）
- 烏鴉的明天，意外的告發者（PHP研究所《文藏》2013年10月號）
- 普羅米修斯的手指（實業之日本社（日语：実業之日本社）《紡 Vol.11》2014年2月）
- 特別短篇（文春文庫，著：水生大海，2015年10月）－〈春&夏〉系列春太與千夏的的解開謎題評論小說
- 追逐白球的少女（《春太與千夏～春太與千夏共度青春～》BD、DVD第1卷特典 2016年3月）－〈春&夏〉系列
- 黑板朋友（KADOKAWA《小說 野性時代》2017年4月號）－〈春&夏〉系列
- 日蝕的重奏（KADOKAWA《小說 野性時代》2017年10月號）－〈春&夏〉系列
- 音樂家的戀文（KADOKAWA《小說 野性時代》2018年1月號）－〈春&夏〉系列
- 今天的課程是很糟糕的課程（「JUMP j BOOKS（日语：ジャンプ ジェイ ブックス）」note（日语：note (配信サイト)）官方帳戶，2020年9月2日[3]）

#### 連載
- 漂流銀河（文藝春秋《別册文藝春秋（日语：別册文藝春秋）》2014年9月號－2015年9月號）
- 馬爾可的福音書（KADOKAWA《幽（日语：幽） vol.22》2015年1月－《幽 vol.28》2017年12月）
- 世界有兩個盡頭（新潮社《小說新潮》2015年9月號－2018年11月號）
- 16歲是魔法的年齡（小學館《Qui！La！La！（日语：きらら (文芸誌)）》2018年8月號－2019年8月號）
- （集英社 智能手機應用程式「TanZak」2019年9月－）

### 選集
表示初野晴作品。
- The Best Mysterys（日语：ザ・ベストミステリーズ） 2008 推理小說年鑑（2008年7月，講談社）「退出遊戲」
  - 【分冊·改名標題】Play 推理遊戯 推理傑作精選（2011年4月，講談社文庫）
- （2008年11月，講談社Novels）（原始短篇）
- （2010年9月，光文社Kappa Novels（日语：カッパ・ノベルス）／2013年4月，光文社文庫（日语：光文社文庫））「周波指數77.4MHz」
- 全面推理2011（2011年6月，講談社Novels）「宇宙元素」
  - 【改題】傀儡傳言少女（2015年1月，講談社文庫）
- 你所發現的故事（日语：きみが見つける物語） 嚮往的高中生活！（2011年6月，角川翼文庫（日语：角川つばさ文庫））「交叉立方體」
- （2012年8月，POPLAR文庫）※方言隨筆選集
- 0號事件簿（2012年11月，講談社）「14」
- （2013年4月，實業之日本社文庫（日语：実業之日本社文庫））「天堂般的交響曲」
- 驚愕遊園地（2013年11月，光文社／2016年5月，光文社文庫）「西瑞涅塔之丘」
- 謎之放學後 學校的推理（2013年11月，角川文庫）「退出遊戲」
- 最佳全面推理2015（2015年6月，講談社Novels）「有理由的舊校舎」
- VS. Kochikame 烏龍派出所小說選集（2016年9月，集英社）「不講理的二十四」－《烏龍派出所》和〈春&夏〉系列的跨界作品
- 殺氣瓶頸 最新最佳推理（2016年12月，光文社／2020年5月，光文社文庫【下】）「有理由的舊校舎 -學園密室？-」
- 10歲前讀過的書（2017年7月，POPLAR社）※隨筆選集「聖誕頌歌」
- 殺人十角館 限量珍藏版（著：綾行人，2017年9月，講談社）※珍藏版附錄隨筆作品「我的『十角館』」
- STORY MARKET 愛情小說篇（2021年3月，集英社文庫）「今天的課程是很糟糕的課程」

### 其它
- 秘密 綾行人推理對話集 in 京都（著：綾辻行人 等，2020年9月，光文社）－2014年與綾辻的對話。關於、〈春&夏〉系列、《卡馬拉與阿馬拉之丘》。

## 拍攝作品

### 電視動畫
- 春&夏事件簿 ～春太與千夏的青春～（首播時間：2016年1月－3月，原作：〈春&夏〉系列）

### 真人電影
- 春&夏事件簿（2017年3月4日上映，發行：KADOKAWA，導演：市井昌秀，主演：佐藤勝利、橋本環奈）

## 外部連結
- （日語）
- （日語）